# ذي عامر (السياني)

تعديل مصدري - تعديل

ذي عامر هي إحدى قرى عزلة الهادس بمديرية السياني التابعة لمحافظة إب، بلغ تعداد سكانها 381 نسمة حسب تعداد اليمن لعام 2004.